# 卡纳莱哈斯德佩尼亚菲耶尔
卡纳莱哈斯德佩尼亚菲耶尔，是西班牙卡斯蒂利亚-莱昂巴利亚多利德省的一个市镇。总面积32平方公里，总人口280人（2001年），人口密度9人/平方公里。